# Nick Kypreos
Nick Kypreos (né le 4 juin 1966 à Toronto dans la province d'Ontario au Canada) est un joueur professionnel canadien de hockey sur glace. Il évolue au poste d'ailier gauche. 
Il agit actuellement comme analyste de hockey sur la chaîne de télévision Sportsnet.

## Biographie
Il a principalement joué au niveau junior avec les Centennials de North Bay dans la LHO. Après avoir été ignoré au repêchage de la Ligue nationale de hockey, il signe un contrat avec les Flyers de Philadelphie le 30 septembre 1984. Il se distingue par la suite à ses trois dernières saisons avec les Centennials en réalisant des saisons de 41, 62 puis 49 buts.
Il commence sa carrière professionnelle avec les Bears de Hershey, club-école des Flyers évoluant dans la LAH, lors de la saison 1986-1987. Il ne parvient pas à jouer un match avec les Flyers et est réclamé au ballotage par les Capitals de Washington en octobre 1989, faisant aussitôt ses débuts avec cette équipe durant cette saison.
Durant l'été 1992, il est échangé aux Whalers de Hartford contre Mark Hunter et Yvon Corriveau. À sa première saison avec les Whalers, il connaît sa meilleure saison offensive dans la LNH avec 27 points, dont 17 buts, mais reçoit en plus 325 minutes de pénalité, son plus grand total en carrière. La saison suivante, après 10 matchs sans point avec les Whalers, il est échangé en novembre 1993 aux Rangers de New York avec Steve Larmer, Barry Richter et un choix de repêchage contre Darren Turcotte et James Patrick. Il remporte cette année-là la Coupe Stanley avec les Rangers.
Le 29 février 1996, il est échangé aux Maple Leafs de Toronto contre Bill Berg. En septembre 1997, lors d'un match de pré-saison face aux Rangers, il tombe dans un état inconscient et subit une commotion cérébrale après s'être battu face contre Ryan VandenBussche, ce qui le force à se retirer de la compétition.
Sa carrière de hockeyeur étant terminée, il se tourne vers la télévision et devient analyste pour les matchs de hockey sur Sportsnet. Il est également un des analystes de l'émission Hockey Night in Canada depuis 2014.

## Statistiques
| Saison     | Équipe                    | Ligue      |     | Saison régulière | Saison régulière | Saison régulière | Saison régulière | Saison régulière |    | Séries éliminatoires | Séries éliminatoires | Séries éliminatoires | Séries éliminatoires | Séries éliminatoires |
| Saison     | Équipe                    | Ligue      | PJ  | B                | A                | Pts              | Pun              | PJ               | B  | A                    | Pts                  | Pun                  |                      |                      |
| 1983-1984  | Beehives de Dixie         | OJHL       | 9   | 3                | 7                | 10               | 12               | -                | -  | -                    | -                    | -                    |                      |                      |
| 1983-1984  | Rangers de Kitchener      | LHO        | 4   | 2                | 0                | 2                | 0                | -                | -  | -                    | -                    | -                    |                      |                      |
| 1983-1984  | Centennials de North Bay  | LHO        | 47  | 10               | 11               | 21               | 36               | 4                | 3  | 2                    | 5                    | 9                    |                      |                      |
| 1984-1985  | Centennials de North Bay  | LHO        | 64  | 41               | 36               | 77               | 71               | 8                | 2  | 2                    | 4                    | 15                   |                      |                      |
| 1985-1986  | Centennials de North Bay  | LHO        | 64  | 62               | 35               | 97               | 112              | -                | -  | -                    | -                    | -                    |                      |                      |
| 1986-1987  | Centennials de North Bay  | LHO        | 46  | 49               | 41               | 90               | 54               | 24               | 11 | 5                    | 16                   | 78                   |                      |                      |
| 1986-1987  | Bears de Hershey          | LAH        | 10  | 0                | 1                | 1                | 4                | -                | -  | -                    | -                    | -                    |                      |                      |
| 1987-1988  | Bears de Hershey          | LAH        | 71  | 24               | 20               | 44               | 101              | 12               | 0  | 2                    | 2                    | 17                   |                      |                      |
| 1988-1989  | Bears de Hershey          | LAH        | 28  | 12               | 15               | 27               | 19               | 12               | 4  | 5                    | 9                    | 11                   |                      |                      |
| 1989-1990  | Capitals de Washington    | LNH        | 31  | 5                | 4                | 9                | 82               | 7                | 1  | 0                    | 1                    | 15                   |                      |                      |
| 1989-1990  | Skipjacks de Baltimore    | LAH        | 14  | 6                | 5                | 11               | 6                | 7                | 4  | 1                    | 5                    | 17                   |                      |                      |
| 1990-1991  | Capitals de Washington    | LNH        | 79  | 9                | 9                | 18               | 196              | 9                | 0  | 1                    | 1                    | 38                   |                      |                      |
| 1991-1992  | Capitals de Washington    | LNH        | 65  | 4                | 6                | 10               | 206              | -                | -  | -                    | -                    | -                    |                      |                      |
| 1992-1993  | Whalers de Hartford       | LNH        | 75  | 17               | 10               | 27               | 325              | -                | -  | -                    | -                    | -                    |                      |                      |
| 1993-1994  | Whalers de Hartford       | LNH        | 10  | 0                | 0                | 0                | 37               | -                | -  | -                    | -                    | -                    |                      |                      |
| 1993-1994  | Rangers de New York       | LNH        | 46  | 3                | 5                | 8                | 102              | 3                | 0  | 0                    | 0                    | 2                    |                      |                      |
| 1994-1995  | Rangers de New York       | LNH        | 40  | 1                | 3                | 4                | 93               | 10               | 0  | 2                    | 2                    | 6                    |                      |                      |
| 1995-1996  | Rangers de New York       | LNH        | 42  | 3                | 4                | 7                | 77               | -                | -  | -                    | -                    | -                    |                      |                      |
| 1995-1996  | Maple Leafs de Toronto    | LNH        | 19  | 1                | 1                | 2                | 30               | 5                | 0  | 0                    | 0                    | 4                    |                      |                      |
| 1996-1997  | Maple Leafs de Toronto    | LNH        | 35  | 3                | 2                | 5                | 62               | -                | -  | -                    | -                    | -                    |                      |                      |
| 1996-1997  | Maple Leafs de Saint-Jean | LAH        | 4   | 0                | 0                | 0                | 4                | -                | -  | -                    | -                    | -                    |                      |                      |
| Totaux LNH | Totaux LNH                | Totaux LNH | 442 | 46               | 44               | 90               | 1 210            | 34               | 1  | 3                    | 4                    | 65                   |                      |                      |

## Trophées et honneurs personnels
- 1985-1986 : nommé dans la première équipe d'étoiles de la LHO.
- 1986-1987 : nommé dans la deuxième équipe d'étoiles de la LHO.
- 1987-1988 : champion de la Coupe Calder avec les Bears de Hershey.
- 1993-1994 : champion de la Coupe Stanley avec les Rangers de New York.